# Тихомиров, Илларион Александрович
Илларион Александрович Тихомиров (25 марта [6 апреля] 1861, Ярославль — 5 февраля 1933, Ярославль, Ивановская Промышленная область) — краевед Ярославской губернии, историк, археолог, искусствовед, реставратор, музейный и архивный деятель.

## Биография
Родился 25 марта (6 апреля) 1861 года в Ярославле в семье майора в отставке Александра Илларионовича Тихомирова (1820—1871). Окончил Нижегородскую военную гимназию. Учился на строительном факультете Московской школы живописи, ваяния и зодчества у живописцев Е. С. и П. С. Сорокиных.
Вернулся в Ярославль и занялся краеведением: изучал литературу, собрал этнографический и фольклорный материал, создал каталоги флоры, фауны, ископаемых, минералов, почв, вёл метеорологические наблюдения. С 1887 года действительный член Ярославского естественно-исторического общества, с 1900 года член-сотрудник Главной физической обсерватории в Санкт-Петербурге.
В 1890 году, по приглашению губернатора А. Я. Фриде, стал сотрудником Ярославской губернской учёной архивной комиссии (ЯГУАК), в которой проработал до её закрытия в 1919 году — архивариус научного архива, правитель дел, библиотекарь, препаратор, делопроизводитель, хранитель музея (Древлехранилища, с 1895), замещал должности казначея, председателя, редактора изданий и учёного секретаря.
Написал несколько работ по теме археографии и архивного дела: «Об издании и программе „Трудов Ярославской губернской учёной архивной комиссии“» (1898), «По поводу разбора архивов и отбора из них дел для хранения» (1899), «Общая архивная опись» (1902).
Руководил раскопками могильников у сёл Михайловское (1896—1898), Большое Тимерёво, деревень Малое Тимерёво и Гончарово близ Ярославля, у Грехова ручья близ Углича (1900), дворцового комплекса на территории Угличского кремля (1899—1900) и др. раскопками на территории Ярославской, Тверской и Новгородской губерний. По итогам исследований была составлена археологическая карта Ярославской губернии (1900).
В 1897 году вместе с И. Ф. Барщевским стал инициатором создания при ЯГУАК подкомиссии по охране и надзору за памятниками старины, активно в ней сотрудничал. Сделал обмеры, зарисовки, описания, исторические справки многих памятников архитектуры в губернии.
Составил программный проект «К вопросу об устройстве древлеведения в России» (1906).
С августа 1918 года научный сотрудник, художник-реставратор в созданном Ярославском отделении Центральных государственных реставрационных мастерских (первоначально — комиссия). Под его руководством в Ярославле шла реставрация Спасского монастыря, Митрополичьих палат, дома Иванова, ряда храмов.
Научный сотрудник Ярославского отделения Главархива (1919—1921), научный сотрудник по антропологии Ярославского естественно-исторического и краеведческого общества (1921—1923, с 1928 года почётный член), научный сотрудник историко-археологического отдела Ярославского музея (1923—1925), сотрудник научно-производственных мастерских Ярославского отделения Ивановского областного музея (1930—1933).
Автор научных и просветительских работ. Печатал их в газетах «Голос», «Ярославская газета», «Ярославский вестник», «Ярославские отголоски», «Северный край», «Рыбинская газета» и др., часто под псевдонимами: «Дядя Ларя», «Ярославец», «Барон Итто», «Отшельник», «Забытый» и др. Одна из лучших его работ — «Ярославское Поволжье. Краткий путеводитель» (1909). Написал воспоминания о ярославцах И. А. Вахрамееве и Е. И. Якушкине.
Избран действительным членом Тверской ГУАК (1901), пожизненным членом Владимирской ГУАК (1913). Почётный член Рыбинского научного общества (1921), член-сотрудник Ассоциации по изучению производительных сил Ярославской губернии (1927).
Умер 5 февраля 1933 года в Ярославле в нужде, больной. Документы и рукописи Тихомирова сосредоточены в основном в отделе письменных источников Исторического музея, в Ярославском музее-заповеднике и в Государственном архиве Ярославской области.
Н. Г. Огурцов при жизни Тихомирова посвятил ему свой капитальный труд «Опыт местной библиографии». В 1989 году памяти Тихомирова посвящён сборник документов «Ярославский архив дворян Викентьевых XVII века». С 1986 года в Ярославском музее-заповеднике совместно с Ярославским университетом проводятся краеведческие «Тихомировские чтения». В 1993 году учреждена присуждаемая раз в два года Ярославская областная премия имени Тихомирова за лучшие достижения в краеведении. Однако, научное наследие Тихомирова остаётся невостребованным.